# Gråsenap
Gråsenap (Hirschfeldia incana) är en växtart i familjen korsblommiga växter.